# Scrobigera aruna
Scrobigera aruna är en fjärilsart som beskrevs av Moore 1859. Scrobigera aruna ingår i släktet Scrobigera och familjen nattflyn. Inga underarter finns listade.